# Ruaumolin
Le Ruaumolin ou ruisseau de Ruaumolin est un cours d'eau de Belgique, affluent de la Semois et faisant donc partie du bassin versant de la Meuse. Il coule en province de Namur.

## Parcours
Ce ruisseau ardennais prend sa source sous la forme d'un étang situé dans les bois entre les villages de Carlsbourg et de Baillamont à une altitude de 425 m. Il s'appelle le ruisseau du Bois de la Vanne et s'oriente vers l'ouest en traversant Baillamont. Il passe au nord du village d'Oizy. Après Oizy, le Ruaumolin coule dans un environnement presque exclusivement forestier. Il alimentait le moulin de Monceau, passe sous le pont des Brebis puis s'oriente vers le sud-ouest où il est longé par la route nationale 914 entre Petit-Fays et Vresse-sur-Semois. À Vresse, le ruisseau qui alimentait le moulin Cognaut  passe sous le vieux pont Saint-Lambert, patrimoine classé, avant de rejoindre la rive droite de la Semois à une altitude de 180 m. Au confluent, le Ruaumolin atteint une largeur d'environ 8 m.

## Sources et liens externes
- « Le pont Saint-Lambert » sur le site vresse-sur-semois.be